# Drehzahl
Die Drehzahl (auch Drehfrequenz, Umdrehungsfrequenz oder Umlauffrequenz) ist eine physikalische Größe, die bei – vorzugsweise mechanischen – Rotationen die Anzahl der Umdrehungen in einer Zeitspanne bezogen auf diese Zeitspanne angibt. Sie ist beispielsweise eine wesentliche Eigenschaft bei der Kennzeichnung der Leistung-Kennlinien für Motoren. Die Angabe erfolgt in der Technik meistens in Umdrehungen pro Minute (1/min), in der Physik eher in Umdrehungen pro Sekunde (1/s).
Die Drehzahl ist der Kehrwert der Umlaufzeit: {\displaystyle n={\frac {1}{T}}}
Die Größe Drehzahl bei Rotationen entspricht der Größe Frequenz bei anderen periodischen Vorgängen, zum Beispiel Schwingungen.
Die Drehzahlmessung kann auf unterschiedliche Weise erfolgen, so zum Beispiel über die Messung der Umlaufzeit, durch Vergleich mit einer bekannten Stroboskop-Frequenz oder durch Messung einer Induktions-Spannung mit dem Tachogenerator.

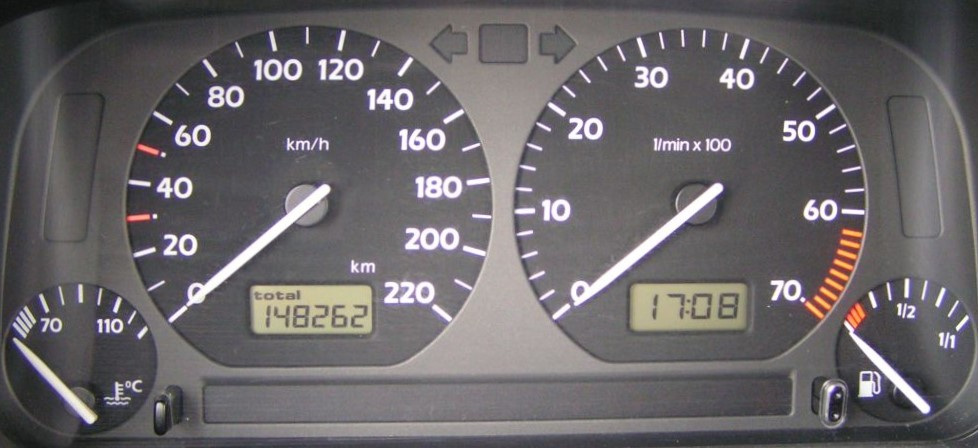
Drehzahlmesser in einem Pkw (große Rundskale rechts)

## Definition und Einheit
Definiert wird die Drehzahl durch die Zahl von Umdrehungen {\displaystyle \Delta N} innerhalb eines wählbaren Zeitintervalls {\displaystyle \Delta t} und zwar bezogen auf dieses Zeitintervall
{\displaystyle n={\frac {\Delta N}{\Delta t}}}.
Die Maßeinheit der Drehzahl nach dem Internationalen Einheitensystem ist {\displaystyle \mathrm {\tfrac {1}{s}} }. Häufig verwendet und im Maschinenbau und verwandten Fachgebieten üblich ist die Angabe in {\displaystyle \mathrm {\tfrac {1}{min}} } (pro Minute). 
Der besondere Name Umdrehung (Einheitenzeichen r, im deutschsprachigen Raum U) wird bei der Spezifikation für drehende Maschinen meist statt der Eins als Einheit verwendet. Entsprechend sind bei der Drehzahl die Einheiten Umdrehung pro Sekunde (Einheitenzeichen im deutschsprachigen Raum U/s) oder Umdrehung pro Minute (Einheitenzeichen U/min) weit verbreitet. Gemäß DIN 1301 ist diese Schreibweise im geschäftlichen und amtlichen Verkehr in gesetzlich festgelegten Einheiten vorgeschrieben, während in der DIN definierte gebräuchliche Einheiten außerhalb gesetzlichen oder amtlichen Verkehrs oder innerhalb dieses neben gesetzlichen Einheiten verwendet werden dürfen. Die Schreibweise im Fließtext ist hier min−1 (Beispiel: 5700 min−1) oder 1/min (wobei der Wert der Drehzahl im Zähler stehen muss, beispielsweise 5700/min).
Die Einheit Hertz ist nur bei der Frequenz, aber nicht bei der Drehzahl zu verwenden. Im englischen Sprachgebrauch ist rpm oder r/min (revolutions per minute) oder auch rps (revolutions per second) anzutreffen.
Die Winkelgeschwindigkeit {\displaystyle \omega } hat ebenfalls die Einheit 1/s oder rad/s, wobei die Einheit rad (Radiant) auf einen Winkel hinweist. Dabei ist gemäß
{\displaystyle 1\,\mathrm {rad} =1\,\mathrm {\tfrac {m}{m}} =1\;.}
Da eine volle Umdrehung einem Winkel 2π entspricht, steht die Winkelgeschwindigkeit zur Drehzahl in Beziehung über
{\displaystyle \omega =2\,\pi \,n\ }
bzw.
{\displaystyle \omega =2\,\pi \,f\;.}

## Beispiele
| Beispiele für Drehzahlen                                                   | s−1           | min−1                                             |
| -------------------------------------------------------------------------- | ------------- | ------------------------------------------------- |
| sonnentägliche Rotation der Erde                                           | 0,00001157…   | 0,0006944…                                        |
| Sekundenzeigerachse einer Uhr                                              | ~0,017        | 1                                                 |
| Schallplatte, 30 cm Durchmesser                                            | 5⁄9           | 33 1⁄3                                            |
| Audio-CD                                                                   | 3,5 bis 8     | 210 bis 480                                       |
| Hauptrotor eines Hubschraubers                                             | bis 7         | bis 400                                           |
| Automotoren bei Leerlauf (Kurbelwelle)                                     | 8,5 bis 15    | 510 bis 900                                       |
| Schleuderdrehzahl Waschmaschine                                            | ca. 10 bis 50 | ca. 600 (Frontlader) bis 2.800 (Toplader)         |
| Zweipoliger Generator für 50-Hz-Netzspannung (z. B. Europa)                | 50            | 3.000                                             |
| Höchstdrehzahl eines Dieselmotors                                          | ca. 90        | ca. 5.500 (begrenzt durch den Zündverzug)         |
| 2,5-Zoll-Festplattenlaufwerk                                               | bis 250       | bis 15.000                                        |
| Höchstdrehzahl eines Ottomotors                                            | 150 bis 300   | ca. 20.000 (bestimmt durch mechanische Belastung) |
| kleiner Multikopter-Rotor, Brushless-Gleichstrommaschine                   | 400           | 24.000                                            |
| Turbomolekularpumpe                                                        | bis 1500      | bis 90.000                                        |
| Ultrazentrifuge                                                            | bis 2500      | bis 150.000                                       |
| Turbine (zahnärztlicher Bohrer)                                            | bis 7.000     | bis 400.000                                       |
| Laser-induzierte Rotation eines Calciumcarbonat-Kristalls (Drehzahlrekord) | 10.000.000    | 600.000.000                                       |

Grundsätzlich gilt, dass kleine Bauformen einer bestimmten Anordnung höhere Drehzahlen erreichen, erlauben oder erfordern als große. Textil, mit Glasfasergewebe gebundene Trennschleifscheiben dürfen mit maximal 80 m/s Umfangsgeschwindigkeit betrieben werden, daraus ergibt sich ein genau umgekehrt proportionaler Zusammenhang von Durchmesser und Drehzahl: d = 115 mm … u = 13.300 rpm; d = 230 mm … u = 6.650 rpm. Kleinste Modellbau-Verbrennungsmotore, 1 Zylinder mit 1 cm³ Hubraum drehen bis 20.000 rpm, größte Schiffsmotore mit rund 100 Liter Hubraum drehen nur mit etwa 1/s = 60 rpm.